# Heinkel Flugzeugwerke
Heinkel Flugzeugwerke AG fue una empresa alemana de diseño y fabricación de aviones. Fue fundada por Ernst Heinkel en 1922 en Warnemünde, en cuyo honor se nombró la empresa, cuando se empezaron a relajar las limitaciones impuestas por el Tratado de Versalles. Destacó por la producción de bombarderos para la Luftwaffe durante la Segunda Guerra Mundial y por su importante contribución al vuelo a reacción. 

## Historia

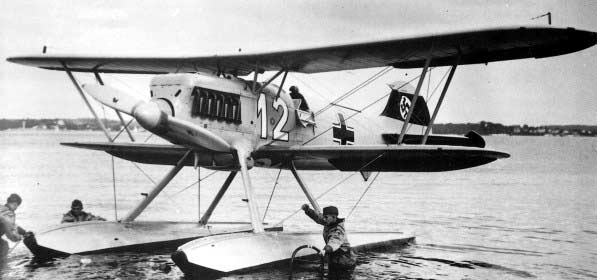
Heinkel He 51W

El primer diseño realizado por la compañía fue el Heinkel He 1, un monoplano de ala baja provisto de dos flotadores. Para soslayar las restricciones impuestas a Alemania relativas a la fabricación  de aviones por el Tratado de Versalles, de instalar en los aviones alemanes motores de más de 60 CV, la compañía Svenska Aero AB, fundada por el piloto y más tarde fabricante de aviones (Bücker Flugzeugbau) Carl Clemens Bücker y Ernst Heinkel, construyó el He 1 en Suecia, suministrado a la armada sueca como S1. Con una versión mejorada (He 2) el 25 de agosto de 1924 se obtuvo su primer récord mundial alcanzándose una altitud de 5690 m con una carga útil de 250 kg.
Con el Heinkel He 3, un aparato triplaza fácilmente convertible de configuración terrestre a hidroavión, la firma consiguió vencer en las categorías deportiva y turística de la exhibición de hidroaviones celebrada en Gothenburg en 1923. Asimismo, con el Heinkel He 5 en la competición de hidrocanoas alemanes celebrada en julio de 1925 en Warnemünde, consiguió el primer puesto y récord mundial de hidrocanoas por ascender a 4492 m con una carga de 1000 kg. En 1927 apareció el monoplano con flotadores de reconocimiento costero Heinkel He 8, de los que 22 ejemplares fueron adquiridos por la fuerza aeronaval danesa.
De hecho, durante la década de los veinte, los aviones Heinkel destacarán más por su diversidad que por el volumen de producción o por las innovaciones técnicas que incorporaban. A pesar de la poca entidad de los pedidos cursados por usuarios alemanes, la compañía consiguió sobrevivir, lo que no es poco, hasta que tomaron carta de naturaleza los primeros contratos de exportación.
El biplano triplaza Heinkel He 15 fue la primera hidrocanoa construida por la empresa. La posibilidad de catapultarla reportó a Heinkel uno de los contratos de exportación que sanearon sus arcas. Las autoridades navales soviéticas, deseosas de incorporarse a la difundida tendencia de embarcar aviones catapultables en las unidades navales mayores, designaron una comisión de expertos que visitaron las instalaciones de la firma, tras lo cual la comisión aconsejó emitir unas nuevas especificaciones, que condujeron al desarrollo del Heinkel He 55 del que la marina soviética recibió unos cuarenta ejemplares designados KR-1.
En 1929 apareció el modelo Heinkel He 9, un bi/triplaza con flotadores, que obtuvo para su diseñador varios récords mundiales para aviones de su categoría. Entre estos se encontraba el de transporte de carga de 1000 kg a una distancia de 500 km a una velocidad media de 230 km/h. Otro aparato construido ese mismo año fue el Heinkel 12, concebido para transportar correo desde el trasatlántico Bremen, perteneciente a la compañía Norddeutscher Lloyd NDL. Para estas operaciones se utilizó la catapulta K2, concebida y construida por la propia Heinkel. Este aparato fue embarcado en el buque en su viaje inaugural a Nueva York, siendo su resultado un éxito.
Poco conocido, pero digno de mención por ser el primer modelo concebido por Heinkel como caza monoplaza fue el Heinkel He 23 que solo fue producido como prototipo.
Heinkel también diseñó y construyó a partir de 1924 una serie de transportes comerciales monomotores en pequeñas cantidades, como el Heinkel He 27 construido por la compañía Svenska Aero AB y las versiones agrandadas de este modelo, los He 39, He 40 y He 44.
Otro importante pedido llegó a partir de 1931 con la aparición del Heinkel He 42, un hidroavión de entrenamiento y reconocimiento costero de que la Reichsmarine solicitó en tres diferentes versiones un total de 76 unidades, y que, en un principio, fueron utilizados con emblemas civiles para su uso con la organización encubierta de entrenamiento militar Deutsche Verkehrsfliegerschule (DVS) para mantener en secreto la expansión de lo que sería la futura Luftwaffe.
El primer gran éxito de la compañía fue el diseño en 1932 del Heinkel He 70 Blitz (rayo) que se usó como avión postal, y comercial para Deutsche Luft Hansa AG, y posteriormente usado en tareas militares. Este avión rompió muchas marcas de velocidad para aparatos de su clase, y a él le siguió el bimotor Heinkel He 111 Doppel-Blitz'' (rayo doble). En esta época los diseñadores más importantes de Heinkel eran Heinrich Hertel y los hermanos gemelos Siegfried y Walter Günter. 
La mención de la palabra "Heinkel" evoca los aviones usados por las fuerzas aéreas alemanas (Luftwaffe) durante la Segunda Guerra Mundial. Esta asociación entre la compañía y la fabricación de material bélico empezó con la adaptación del He 70 y, posteriormente, del He 111 al papel de bombarderos. El He 111 se convirtió en el principal avión de bombardeo de la Luftwaffe. Heinkel también proporcionó a la Luftwaffe el Heinkel He 177, aunque nunca se desplegó en grandes cantidades. La Luftwaffe equipó a estos dos últimos con los dispositivos Z-Gerät, Y-Gerät, y Knickebein, desarrollados por Johannes Plendl, lo que los hizo estar entre los primeros aviones equipados con sistemas avanzados de vuelo nocturno, comunes en todos los aviones comerciales de hoy en día (2008).

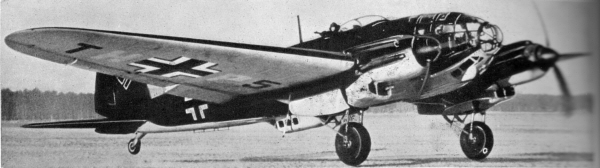
Heinkel He 111 K

Heinkel no tuvo tanto éxito con los aviones de caza. El Heinkel He 112 fue rechazado en favor del Messerschmitt Bf 109, y el intento de superar el diseño de Messerschmitt con el Heinkel He 100 falló debido a interferencias políticas desde dentro del Ministerio del Aire del Reich. El sobresaliente caza nocturno Heinkel He 219, se produjo en escaso número debido, también en esta ocasión, a injerencias políticas.
En 1941 la compañía se fusionó con la empresa fabricante de motores Hirth Motoren, constituyéndose en Heinkel-Hirth. Ello capacitó a la empresa para fabricar sus propios motores.

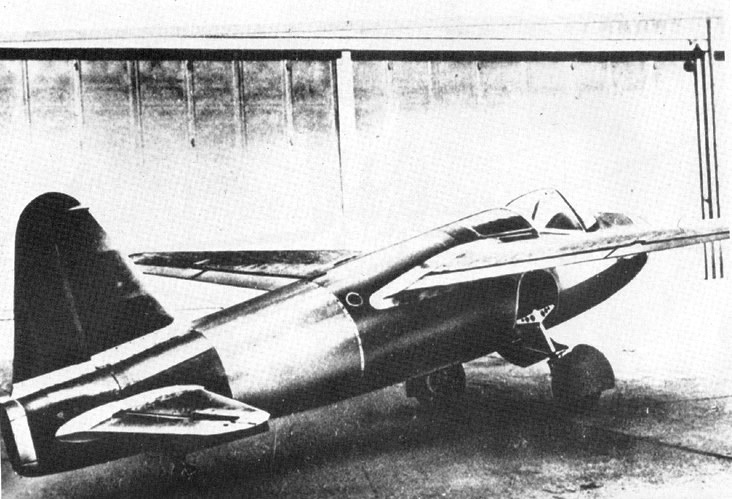
HE 178, el primer avión de reacción en volar

La compañía Heinkel fue también pionera en el desarrollo de motores a reacción y de cohetes. En 1939 el Heinkel He 176 y el Heinkel He 178 fueron los primeros aviones que volaron con cohetes de combustible líquido y con turborreactor, respectivamente. Heinkel fue la primera empresa que diseñó un prototipo para un caza a reacción, el Heinkel He 280, pero nunca fue producido porque el Reichsluftfahrtministerium (RLM) quería que la compañía Heinkel se concentrara en la producción de bombarderos, por lo que favoreció el desarrollo del avión rival Messerschmitt Me 262. En las postrimerías de la guerra, un caza a reacción Heinkel, el Heinkel He 162 entró finalmente en servicio, pero apenas había entrado en combate para cuando Alemania se rindió.

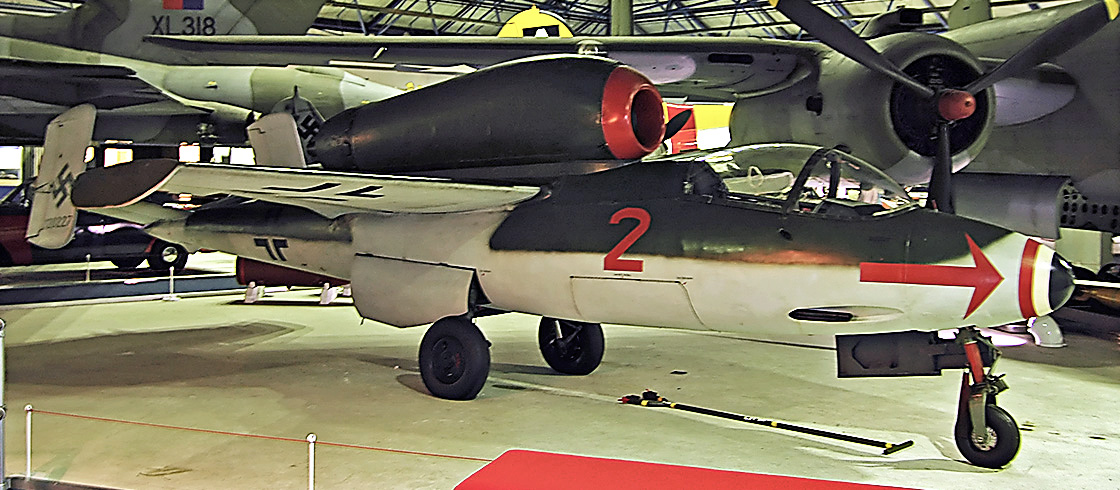
Heinkel He 162

Tras la guerra se prohibió a Heinkel la fabricación de aviones, y cambió su línea de empresa a la fabricación de bicicletas, motocicletas y al microcoche Heinkel Kabine. A mediados de la década de 1950 se le levantó la prohibición y volvió a fabricar aviones, esta vez bajo licencia, los F-104 Starfighters para la fuerza aérea de Alemania Federal. En 1964 fue absorbida por Vereinigte Flugtechnische Werke (VFW) que, a su vez, fue absorbida por Messerschmitt-Bölkow-Blohm en 1983.

## Productos

### Aviones
- Heinkel HD 24 - Hidroavión de entrenamiento (1926)
- Heinkel HE 1 - 1923 - Hidroavión monoplano de reconocimiento
- Heinkel HE 2 - 1923 - Versión mejorada del He 1
- Heinkel HE 3 - 1923 - Avión deportivo
- Heinkel He 4 - Reconocimiento (monoplano)
- Heinkel HE 5 - 1926 - Hidroavión biplaza de reconocimiento (monoplano)
- Heinkel HE 6 - 1927 - Hidroavión correo
- Heinkel HE 8 - 1927 - Hidroavión triplaza de reconocimiento (monoplano)
- Heinkel HE 10 - 1928 - Hidroavión de entrenamiento
- Heinkel HE 12 - 1929 - Hidroavión postal catapultable
- Heinkel HE 18 - 1925 - Monoplano deportivo
- Heinkel He 20 - Biplano bimotor reconocimiento fotográfico
- Heinkel He 37 - caza (biplano)
- Heinkel He 38m - caza (biplano)
- Heinkel He 42, hidroavión de entrenamiento
- Heinkel He 43, caza (biplano)
- Heinkel He 45, bombardero / instrucción
- Heinkel He 46, reconocimiento
- Heinkel He 49, caza (biplano)
- Heinkel He 50, reconocimiento y bombardero en picado (biplano)
- Heinkel He 51, caza / ataque al suelo (biplano)
- Heinkel He 59, reconocimiento (biplano hidroavión)
- Heinkel He 60, reconocimiento marítimo (hidroavión biplano)
- Heinkel He 70, Blitz ("rayo"), transporte monomotor / avión correo, 1932
- Heinkel He 72 Kadett - entrenador
- Heinkel He 74, caza + instrucción avanzada (prototipo)
- Heinkel He 100, caza
- Heinkel He 111, bombardero
- Heinkel He 112, caza
- Heinkel He 113, (nombre alternativo para el He 100)
- Heinkel He 114, hidroavión de reconocimiento
- Heinkel He 115, hidroavión polivalente
- Heinkel He 116, transporte / reconocimiento
- Heinkel He 119, bombardero rápido monomotor (prototipos), avión de reconocimiento, 1937
- Heinkel He 120, hidroavión estratégico cuatrimotor (proyecto), 1938
- Heinkel He 162 Volksjäger ("caza del pueblo"), caza a reacción
- Heinkel He 172, instrucción (prototipo)
- Heinkel He 176, avión experimental propulsado por cohete (prototipo)
- Heinkel He 177 Greif ("grifo"), bombardero estratégico
- Heinkel He 178, el primer avión de reacción del mundo (experimental)
- Heinkel He 219 Uhu ("búho"), caza nocturno
- Heinkel He 274, bombardero de altura, variante del He 177
- Heinkel He 277, bombardero, cuatrimotor desarrollado a partir del He 177
- Heinkel He 280, caza (a reacción)
- Heinkel He 343, bombardero cuatrimotor (a reacción) (proyecto), 1944
- Heinkel He 519, bombardero rápido (derivado del He 119) (proyecto), 1944
- Heinkel He P.1078A, caza (a reacción) (proyecto)
- Heinkel He P.1078B, caza sin cola (a reacción) (proyecto)
- Heinkel He P.1078C, caza sin cola (proyecto), 1944
- Heinkel He P.1079A, caza nocturno bimotor (a reacción) (proyecto)
- Heinkel He P.1079B/I, caza pesado todo tiempo (ala volante) (a reacción)
- Heinkel He P.1079B/II, caza pesado todo tiempo (ala volante) (a reacción) 1945
- Heinkel Lerche II
- Heinkel Wespe

### Motores
- Heinkel He S 011
- Heinkel HeS 8

### Motocicletas

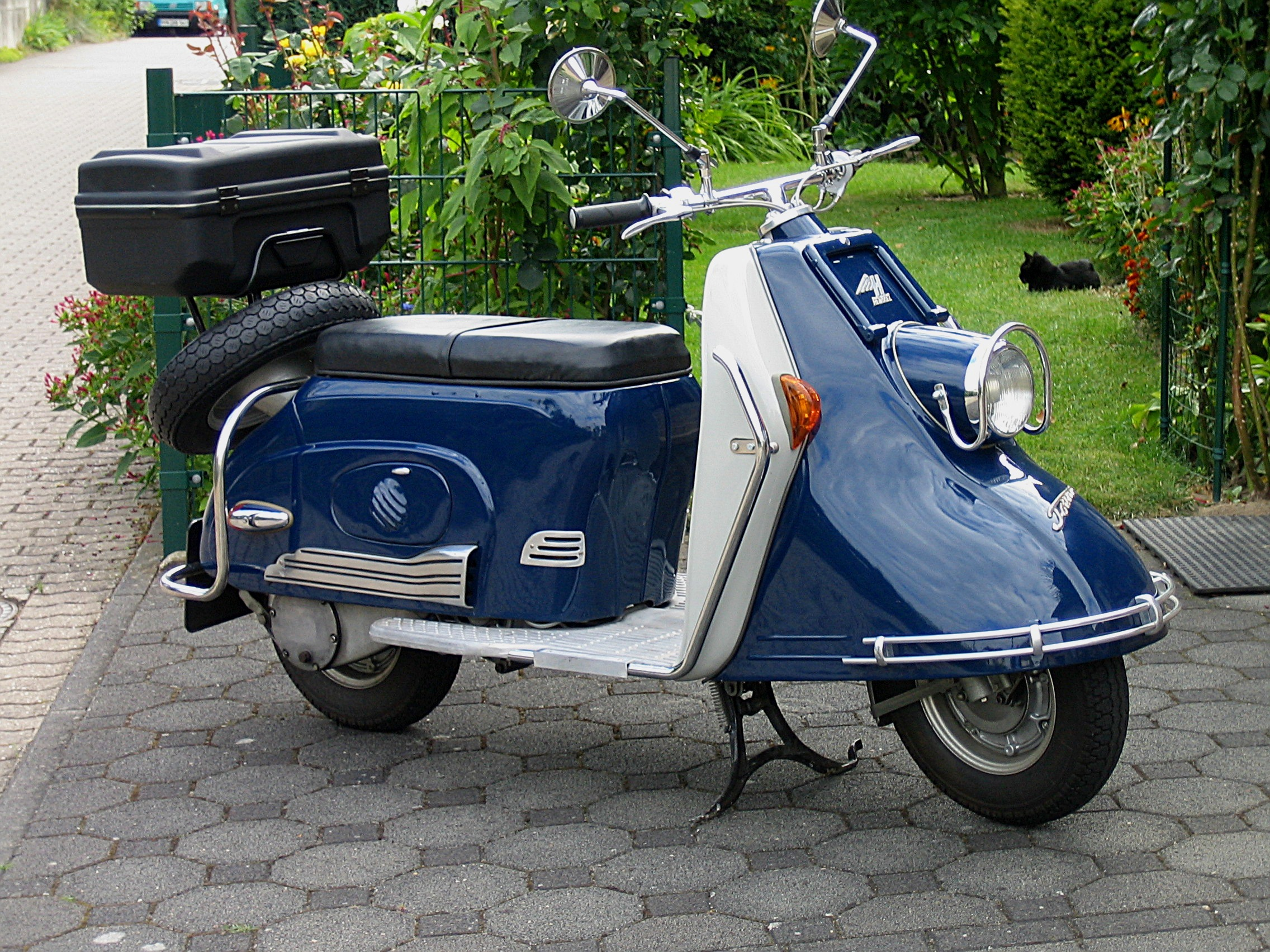
Heinkel Tourist 175 (1956)

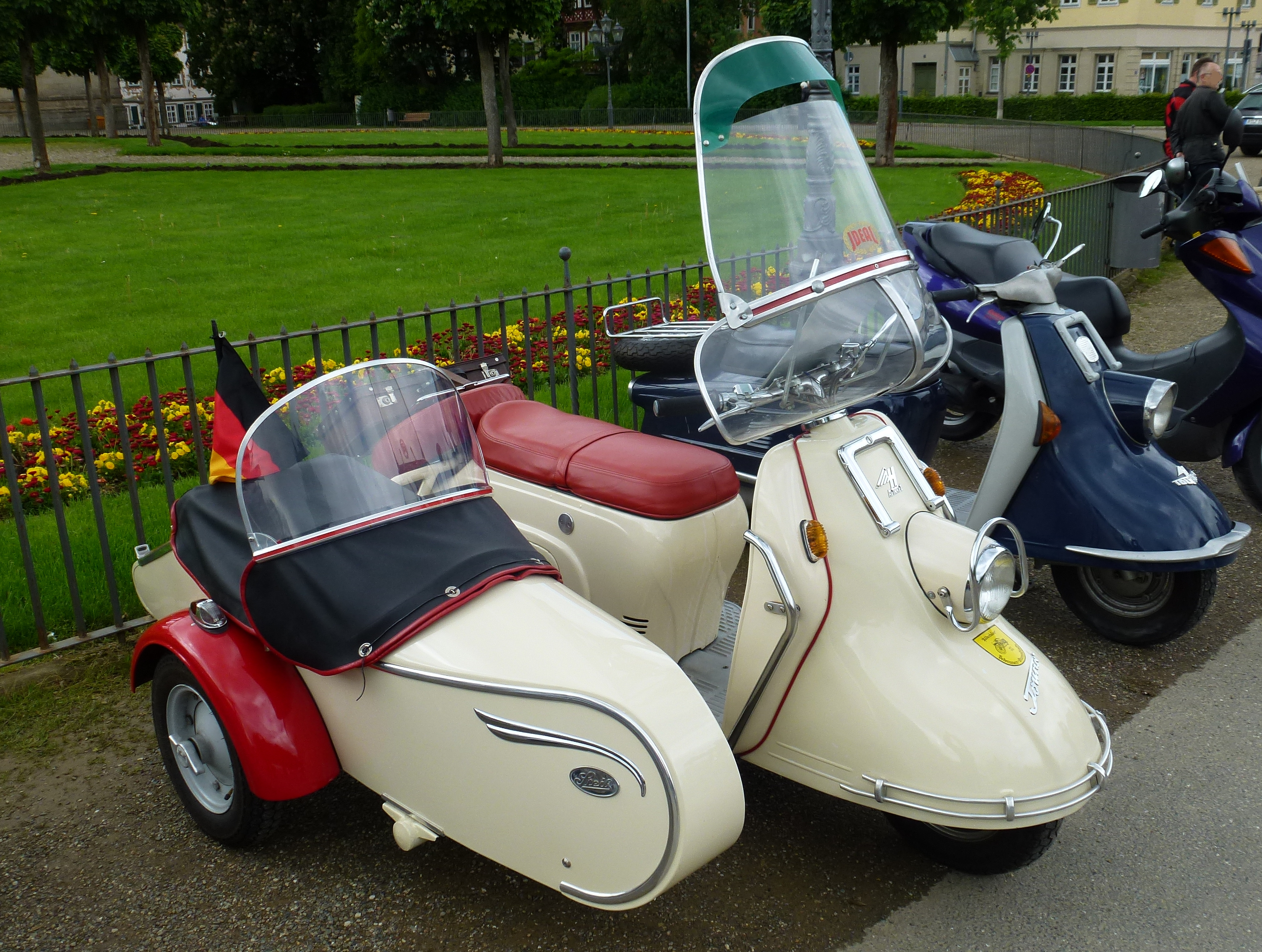
Heinkel Tourist 175 con sidecar

Heinkel presentó la motocicleta tipo scooter Heinkel Tourist en la década de 1950. Este vehículo, grande y relativamente pesado, proporcionaba una buena protección contra el clima con carenado completo y la rueda frontal bajo una extensión en el morro. Su aerodinámica estaba muy lograda, herencia tal vez de sus ancestros alados y aunque tenía sólo 174 cm³ y un motor de cuatro tiempos de 9,5 CV era capaz de mantener una velocidad sostenida de más de 110 km/h (aunque oficialmente superaba escasamente los 90 km/h). Otro detalle a tener en cuenta en su favor era su reputada fiabilidad.
Heinkel fabricó también una motocicleta más ligera de 150 cm³, la Heinkel 150.

### Microcar

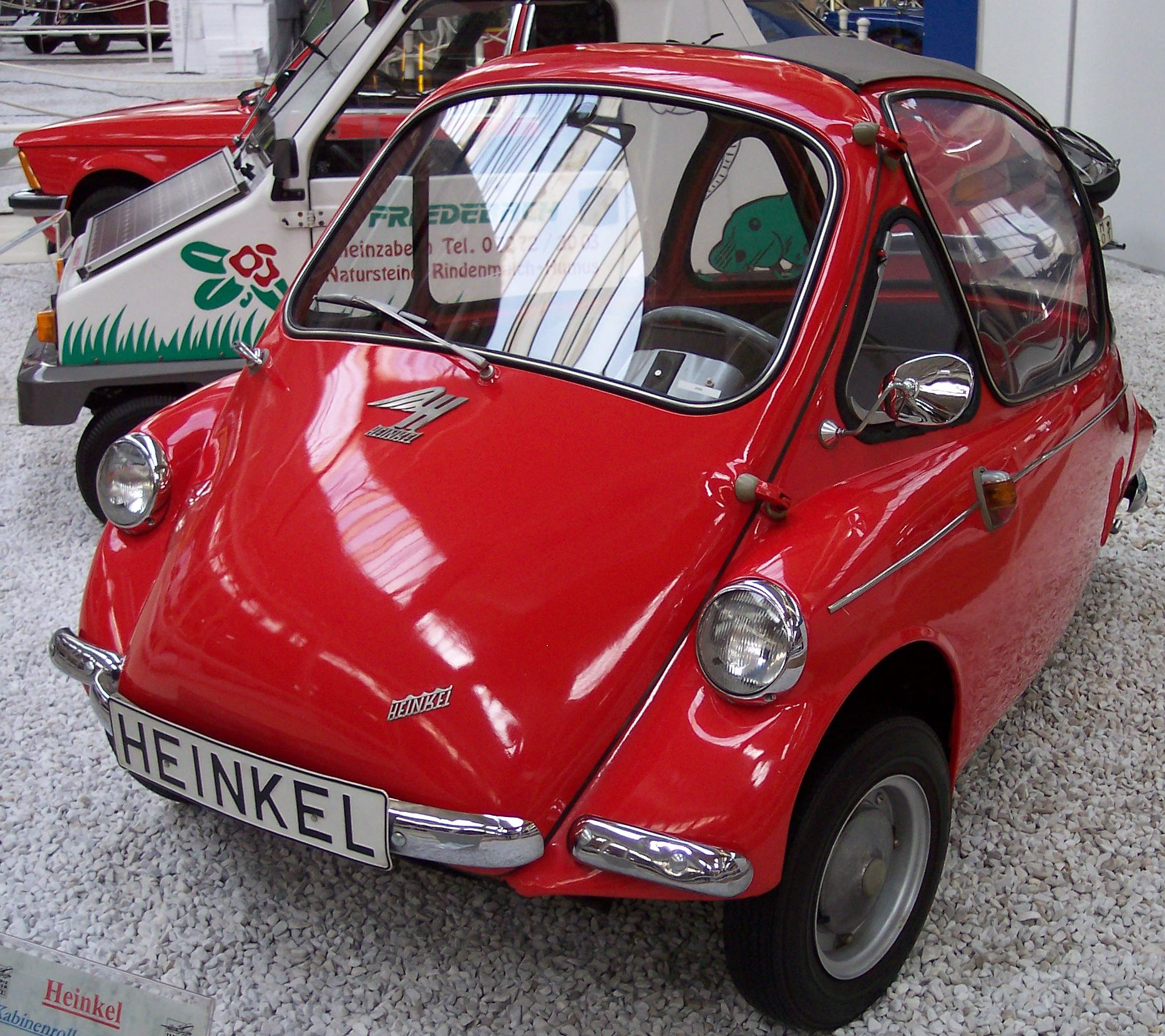
Heinkel Kabine

Heinkel introdujo el coche burbuja "Kabine" en 1956. Competía con el BMW Isetta y el Messerschmitt KR200. Tenía un monocasco y un Motor de combustión interna de cuatro tiempos.
Heinkel cesó la producción del Kabine en 1958 pero su producción continuó bajo licencia, primero por Dundalk Engineering Company en Irlanda y después por Trojan Cars Ltd., que cesó su producción en 1966.